# Václav Krondl
Václav Krondl (* 5. Februar 1953 in Karlovy Vary) ist ein ehemaliger tschechischer Fußballschiedsrichter.

## Sportlicher Werdegang
Krondl trat ab Anfang der 1990er Jahre auf internationaler Ebene in Erscheinung und leitete Spiele im Europapokal sowie Länderspiele. Ab 1993 stand er dabei als Spielleiter in der UEFA Champions League auf dem Platz, zudem wurde ihm im Europapokal der Pokalsieger 1993/94 die Leitung des Finalspiels übertragen. Im wenige Jahre zuvor nach Komplettumbau neu eröffneten Parken setzte sich der englische Vertreter FC Arsenal gegen die AC Parma durch. Bei der Europameisterschaftsendrunde 1996 gehörte er zu den nominierten Schiedsrichtern, aufgrund des Vorstoßens der tschechischen Nationalmannschaft ins Endspiel kam er jedoch über einen Einsatz im Rahmen der Gruppenphase beim 1:0-Erfolg Schottlands gegen die Schweiz nicht hinaus. Bis 1998 war der hauptberufliche Rechtsanwalt als FIFA-Schiedsrichter klassifiziert.